# Eupetomena
Eupetomena är ett släkte med fåglar i familjen kolibrier. Släktet omfattar idag två arter:
- Svalstjärtad kolibri (Eupetomena macroura)
- Sorgkolibri (Eupetomena cirrochloris)

Traditionellt placeras sorgkolibrin som ensam art i släktet Aphantochroa, men genetiska studier visar att den trots avvikande utseende står nära svalstjärtad kolibri (Eupetomena macroura) och inkluderas allt oftare i dess släkte.